# Bothriocroton
Genre
Bothriocroton est un genre gland de tiques de la famille des Ixodidae.

## Distribution
Les espèces de ce genre se rencontrent en Australie et en Nouvelle-Guinée.
Elles ont été observées sur des mammifères et des reptiles.

## Liste des espèces
Selon Guglielmone & al., 2010 :
- Bothriocroton auruginans (Schulze, 1936)
- Bothriocroton concolor (Neumann, 1899)
- Bothriocroton glebopalma (Keirans, King & Sharrad, 1994)
- Bothriocroton hydrosauri (Denny, 1843)
- Bothriocroton oudemansi (Neumann, 1910)
- Bothriocroton tachyglossi (Roberts, 1953)
- Bothriocroton undatum (Fabricius, 1775)

## Publication originale
- Keirans, King & Sharrad, 1994 : Aponomma (Bothriocroton) glebopalma, n. subgen., n. sp., and Amblyomma glauerti n. sp. (Acari: Ixodida: Ixodidae), parasites of monitor lizards (Varanidae) in Australia. Journal of Medical Entomology, vol. 31, n. 1, p. 132-147.